# Erateina zoraida
Erateina zoraida är en fjärilsart som beskrevs av Doubleday 1845. Erateina zoraida ingår i släktet Erateina och familjen mätare. Inga underarter finns listade i Catalogue of Life.